# Marca CCC
La marca CCC (acrònim anglès de China Compulsory Certificate mark) és un marcatge obligatori per a molts productes que són importats, venuts o usats al mercat de la Xina. Fou implementat l'1 de maig del 2003 i esdevinqué plenament en vigència d'ençà l'1 d'agost del 2003.
La marca CCC és exigida tant en productes fabricats a la Xina com en productes importats a la Xina, i aquest marcatge implica l'aplicació d'una sèrie de normes Guobiao o normes GB. Els productes afectats inclouen, entre d'altres:
1. Cables i fils elèctrics.
2. Interruptors elèctrics i dispositius de protecció elèctrica.
3. Aparells elèctrics de baixa tensió.
4. Motors de baixa poència.
5. Eines elèctriques.
6. Màquines de soldar.
7. Aparells domèstics elèctrics i similars.
8. Aparells d'àudio i video (excloent-hi aparells de transmissió i automòbils).
9. Equipament de la tecnologia de la informació.
10. Aparells d'enllumenat (excloenti aparells per sota de 36V)
11. Vehicles de motor i accessoris de seguretat.
12. Pnemàtics de vehicles de motor.
13. Ulleres de protecció.
14. Maquinària agrícola.
15. Productes terminals de telecomunicació.
16. Equipament anti-incndis.
17. Productes de seguretat.
18. Productes de comnicacions sense fils Wi-Fi.
19. Materials de decoració.
20. Joguines.